# 初戀的情人
《初戀的情人》（英語：First Love），2018年台灣偶像劇，TVBS第2部自製八點檔。由謝祖武、涂善妮、潘慧如、大元、劉書宏領銜主演。於2018年7月25日開鏡，11月27日全劇殺青，10月17日起晚間八點四十五分於TVBS歡樂台首播，網路平台由LiTV 線上影視於10月19日起，每週一至週五晚上十點跟播，LINE TV(原CHOCO TV)則於10月22日起，每週一至週五下午一點跟播。
本劇描述中年人的家庭生活以及愛情觀，而主要探討失智症之生活，男主角謝祖武因本劇而擔任台灣失智症協會之「失智友善大使」。而謝祖武、劉書宏、大元入圍新加坡的「亞洲電視大獎」

## 播出時間

### 首播
| 頻道              | 所在地 | 播映日期       | 播出時間                |
| ----------------- | ------ | -------------- | ----------------------- |
| TVBS歡樂台        | 臺灣   | 2018年10月17日 | 週一至週五20:45 - 21:30 |
| LiTV 線上影視     | 臺灣   | 2018年10月19日 | 週一至週五22:00上架     |
| CHOCO TV →LINE TV | 臺灣   | 2018年10月22日 | 週一至週五13:00上架     |
| 佳樂台            | 新加坡 | 2018年12月17日 | 星期一至五 21:10-22:00  |

### 重播
| 頻道       | 所在地 | 播映日期       | 播出時間                | 備註                 |
| ---------- | ------ | -------------- | ----------------------- | -------------------- |
| TVBS歡樂台 | 臺灣   | 2018年10月17日 | 週一至週五21:30 - 22:15 | 至11月16日           |
| TVBS歡樂台 | 臺灣   | 2018年10月18日 | 週一至週五03:45 - 04:30 |                      |
| TVBS歡樂台 | 臺灣   | 2018年10月18日 | 週一至週五10:15 - 11:00 |                      |
| TVBS歡樂台 | 臺灣   | 2018年10月18日 | 週一至週五13:45 - 14:30 |                      |
| TVBS歡樂台 | 臺灣   | 2018年10月18日 | 週一至週五17:30 - 18:15 |                      |
| TVBS歡樂台 | 臺灣   | 2018年12月23日 | 週日20:00 - 21:30       | 從第一集開始連播二集 |
| TVBS精采台 | 臺灣   | 2018年10月19日 | 週一至週五20:45 - 21:30 |                      |
| TVBS精采台 | 臺灣   | 2018年10月19日 | 週一至週五08:45 - 09:30 |                      |
| TVBS精采台 | 臺灣   | 2018年10月19日 | 週一至週五16:15 - 17:00 |                      |

## 劇情大綱
方大華（謝祖武飾）與許賢如（涂善妮飾）是一對中年夫婦，大華在職場很得上司器重的部屬，在部屬眼中也是個很可靠的上司，在家中則是妻子仰賴的伴侶，在兒女眼中是個嚴格但會適時給予關心的好爸爸，偶爾有些幽默、爭執，過著幸福一家的生活。但是在一次的業務往來中，大華「初戀的情人」吳瀟瀟（潘慧如飾）的出現，讓這對夫妻的感情有了一些波折，大華的記性也突然變差，檢查後大華得知自己得到了早發性家族遺傳阿茲海默症，美好的一切就在此時開始變了調...

## 演員列表

### 主要演員
| 演員   | 角色   | 介紹 | 登場集數                         |
| 謝祖武 | 方大華 | 許賢如的丈夫，董建良的岳父，初戀情人是吳瀟瀟，是個幽默風趣的人，曾任職大大廣告公司，一開始ㄧ直對女兒佩慈跟建良的婚事很反對，但後來因為自己阿茲海默症的關係怕有天忘記身邊的人，所以才決定答應這樁婚事的，原先擔任業務部經理，卻得了家族遺傳性阿茲海默症而被調任總經理秘書，而因趙志偉跟董事長說患阿茲海默症後遭公司辭退。後來自行開設工作室，把賢如花藝CINE咖啡廳當成辦公地點，但因病情日益嚴重造成無法工作，甚至變得誰都不認得，只記得初戀情人吳瀟瀟。 | 全劇                             |
| 涂善妮 | 許賢如 | 方大華的妻子，董建良的岳母，自己開設CINE花藝咖啡廳當老闆，是個賢妻良母。為了大華日益嚴重的阿茲海默症而吃了很多苦。 | 全劇                             |
| 潘慧如 | 吳瀟瀟 | 方大華的初戀情人，佳麗彩妝公司總經理。 | 1-24,26-27,33, 35-37,39-49,51-53 |
| 大元   | 方佩慈 | 方家大女兒，VIBE酒吧DJ，董建良的妻子，林美秀的媳婦，後來生了兒子囿囿。 | 1-40,43-53                       |
| 劉書宏 | 董建良 | 方佩慈的丈夫，方大華、許賢如的女婿，VIBE酒吧調酒師，後買下該酒吧當老闆。 | 1-7,9-34,36-53                   |

### 其他演員
| 演員   | 角色   | 介紹 | 登場集數                                                    |
| 溫哲軒 | 方家豪 | 方家小兒子，董建良的小舅子，3C公司業務員，江曉薇的男友。得到遺傳性阿茲海默症基因。                                                                                 | 3-8,12-15, 17-21,24-25, 28-45,47-53                         |
| 王上菲 | 江曉薇 | 方家豪的女友，在一滴水咖啡館上班，因家豪有家族遺傳性阿茲海默症基因，而暫時分手。                                                                                   | 6-8,12,14-15, 18-19,24-25, 28-35,37-45, 47-48,50-53         |
| 周丹薇 | 林美秀 | 董建良的母親，方佩慈的婆婆，百貨公司男裝專櫃櫃姐。 | 7-8,10,15, 17,19-32,34, 36-39,43-46,50-52                   |
| 湯志偉 | 趙志偉 | 之前為大大廣告公司製作部經理，和方大華是同事也是死對頭。為了要得到總經理職位不惜一切栽贓給以琳和勇進，且陷害大華使其被公司辭退，被以琳跟總經理揭發，而被公司開除。 | 1-4,7-8,12-14, 16,18-20,22, 27,30-32,34,37-40               |
| 蔣偉文 | 劉勇進 | 之前為大大廣告公司業務部副理，和以琳協助方大華工作，因欺騙以琳和為保住職位而不惜一切，被以琳跟總經理揭發，而被公司開除。                                           | 1-5,7-8,12-13, 16,18-28,31-32, 34-37,39-40                  |
| 李依瑾 | 周以琳 | 之前為大大廣告公司業務部助理，和勇進協助方大華工作，而在大華離開公司後，因不滿劉勇進欺騙和趙志偉搞砸生意栽贓而辭職，後被吳瀟瀟請去當其特助。                       | 1-5,7-9,12-13, 16,18-27,30-32, 34-43,46-49                  |
| 陳謙文 | 王啓明 | 精神科醫師，診斷出方大華患有家族遺傳性阿茲海默症，而方家豪也患有家族遺傳性阿茲海默症基因。                                                                         | 11,13,22-23, 29,33,37                                       |
| 孫情   | 吳國棟 | 吳瀟瀟的父親，有失智症，平時住在竹林養護院，後因突發心肌梗塞而過世。                                                                                               | 1-3,5-6,9-10                                                |
| 朵拉   | 丁米琪 | 吳瀟瀟的助理。 | 1-4,7-9, 13,16                                              |
| 徐愷伶 | 鍾怡寶 | CINE花藝咖啡廳店長。 | 2-4,6,12-13, 15,17,19 21-24,26,28, 29-34,36,38, 42,45,50,53 |
| 鍾倫理 | 郭總   | 之前為大大廣告公司總經理，方大華的上司，因從勇進口中知道大華得了阿茲海默症，感念大華協助其很多事，將大華調至總經理室當秘書，直到大華離開公司後也從公司退休。       | 2-3,7,12-13, 16,18,20,25, 28,31-32,34, 36,38,40             |
| 蘇銘翔 | 江老師 | 陶藝工坊老師。 | 4,7,10,14, 21,23,31,36, 45,51-53                            |
| 李國超 | 江博仁 | 江曉薇的爸爸，喜歡賭博，平常沒有關心曉薇，認為家豪是愛情騙子，娶曉薇是要來當大華的看護工。                                                                         | 43,45,47-48,50-53                                           |

### 客串演員
| 演員     | 角色     | 介紹                                                                                           | 登場集數 |
| 鄭亞     | 趙雅芝   | 女，20歲，海軍陸戰隊第五營第十七連入伍生。與邱佑廷、林國樑來到佩慈的酒吧喝酒。（女兵日記角色） | 1        |
| 林建予   | 邱佑廷   | 男，23歲，海軍陸戰隊第五營第十七連入伍生。與趙雅芝、林國樑來到佩慈的酒吧喝酒。（女兵日記角色） | 1        |
| 梁瀚名   | 林國樑   | 男，23歲，海軍陸戰隊第五營第十七連入伍生。與趙雅芝、邱佑廷來到佩慈的酒吧喝酒。（女兵日記角色） | 1        |
| 黃靖倫   | 黃靖倫   | 在VIBE酒吧駐唱。                                                                               | 1        |
| 大賀兄弟 | 大賀兄弟 | 因佩慈請假，建良請來VIBE酒吧當代班DJ。                                                         | 1,22     |
| 丁梅卿   |          | 婚禮囍婆。                                                                                     | 31       |

## 電視劇歌曲
| 曲別   | 歌名                 | 演唱者                    | 作詞                          | 作曲   |
| 片頭曲 | 被遺忘的時光         | 蔡琴                      | 陳宏銘                        | 陳宏銘 |
| 片尾曲 | 忘不了2018重新詮釋版 | 黃靖倫                    | 童安格                        | 童安格 |
| 片尾曲 | 我沒忘               | 范瑋琪                    | 葛大為                        | 李嘉寧 |
| 插曲   | 癡情玫瑰花2.0華語版  | 大賀兄弟                  | 玖壹壹 洪春風、蕭昱峋、李岩修 | 楊琳   |
| 插曲   | 射手                 | MP魔幻力量                | 蕭秉治                        | 蕭秉治 |
| 插曲   | 天使見證的愛情       | 蕭秉治 Feat. Erika 劉艾立 | 蕭秉治                        | 蕭秉治 |
| 插曲   | 繽紛了每一天         | 鼓鼓                      | 鼓鼓                          | 鼓鼓   |
| 插曲   | 歐巴                 | 包偉銘                    | 黃千芮                        | 徐嘉良 |
| 插曲   | FUN FUN FUN          | 包偉銘                    | 蕭昱峋                        | 徐嘉良 |
| 插曲   | LaLaLa               | 包偉銘                    | 李岩修                        | 徐嘉良 |
| 插曲   | 江曉薇告白之歌       | 溫哲軒                    | 溫哲軒                        | 溫哲軒 |
| 插曲   | 我們都懂了           | 化學猴子                  | 麥基                          | 任中強 |
| 插曲   | 微笑的力量           | 陳謙文                    | 陳謙文、吳易緯                | 鄭聿   |
| 插曲   | 關於寂寞             | 陳謙文                    | 陳鈺羲                        | 陳鈺羲 |

## 收視率

### TVBS首播收視率
| 臺灣 TVBS歡樂台 首播收视率 （AC尼爾森） |            |                                |        |      |                                              |
| 集數                                    | 週數       | 播出日期                       | 收视率 | 排名 | 備註                                         |
| 1－3                                    | 1          | 2018年10月17日－2018年10月19日 | 0.95   | 4    | 10/17無線收視率1.16，有線1.46 第1－3集無廣告 |
| 4－8                                    | 2          | 2018年10月22日－2018年10月26日 | 0.68   | 4    |                                              |
| 9－13                                   | 3          | 2018年10月29日－2018年11月2日  | 0.66   | 4    |                                              |
| 14－18                                  | 4          | 2018年11月5日－2018年11月9日   | 0.74   | 4    |                                              |
| 19－23                                  | 5          | 2018年11月12日－2018年11月16日 | 0.67   | 4    |                                              |
| 24－28                                  | 6          | 2018年11月19日－2018年11月23日 | 0.55   | 4    |                                              |
| 29－33                                  | 7          | 2018年11月26日－2018年11月30日 | 0.64   | 5    |                                              |
| 34－38                                  | 8          | 2018年12月3日－2018年12月7日   | 0.65   | 5    |                                              |
| 39－43                                  | 9          | 2018年12月10日－2018年12月14日 | 0.69   | 5    |                                              |
| 44－48                                  | 10         | 2018年12月17日－2018年12月21日 | 0.71   | 5    |                                              |
| 49－53                                  | 11         | 2018年12月24日－2018年12月28日 | 0.76   | 5    |                                              |
| 平均收視率                              | 平均收視率 | 平均收視率                     | 0.69   |      |                                              |

1. 同时段或交叉时段主要节目：
  - 三立台灣台：《金家好媳婦》
  - 三立都會台：《綜藝大熱門》
  - 民視：《大時代》
  - 台視：《女兵日記》／《女兵日記女力報到》
  - 中視：《獨家保鑣》／《喜歡·一個人》／《真愛趁現在》
  - 華視：《流星花園》／《海派甜心》／《海豚灣戀人》
  - 大愛：《大愛劇場》
  - 東森戲劇台：《姊姊們的逆襲》／《重逢的世界》
  - 東森綜合台：《明星便利店》
  - 八大戲劇台：《你是禮物》／《 姐姐還活著》／《我的愛屬於你》
  - 衛視中文台：《如懿傳》
2. 由AC尼爾森調查，調查範圍是四歲以上收看電視之觀眾。
3. 資料來源：台灣-偶像劇場、凱絡媒體週報、AC尼尔森

## 取景地點
- 宜蘭縣
  - 礁溪鄉 竹林養護院

台北市
  - 士林區陽明山 戲咖啡‧CINE CAFÉ
  - 信義區 Vibe酒吧
  - 內湖區 訊舟科技
  - 南港區 遊戲新幹線

新北市
  - 蘆洲區 一滴水咖啡館
  - 新莊區 新泰綜合醫院
  - 鶯歌區 新旺集瓷-陶藝教室

## 製作團隊
- 導演：林森
- 出品人：張孝威
- 總監製：郝孝祖、戴天易
- 監製：黃家新、張淑婷、黃寒苓
- 製作人：吳金瑛
- 執行製作人：黃義杰
- 編劇：李忠河
- 版權發行：蘇桂瑩
- 製作公司：聯利媒體股份有限公司、‬史坦利國際傳媒股份有限公司

## 外部連結
- 官方网站－TVBS
- 初戀的情人的Facebook專頁
- 劇聚的Instagram帳戶
- YouTube上的初戀的情人播放列表-TVBS戲劇 （页面存档备份，存于）

| 臺灣 TVBS歡樂台 每週一至週五 20:45 - 21:30                   | 臺灣 TVBS歡樂台 每週一至週五 20:45 - 21:30                                                                                   | 臺灣 TVBS歡樂台 每週一至週五 20:45 - 21:30 |
| ------------------------------------------------------------ | --- | ------------------------------------------ |
|                                                              | 初戀的情人 （2018年10月17日－2018年12月28日）                                                                                |                                            |
| 女兵日記 （2018年7月10日－2018年10月16日） （20:00 - 21:00） | 女兵報到（重播） （20:45 - 21:00） （2018年12月31日）女兵日記女力報到 （2019年1月1日－2019年12月23日） （改為20:00 - 21:00） |                                            |

| 新加坡 佳乐台 9:00 热播剧时段 星期一至五 21:10-22:00 | 新加坡 佳乐台 9:00 热播剧时段 星期一至五 21:10-22:00 | 新加坡 佳乐台 9:00 热播剧时段 星期一至五 21:10-22:00 |
| ---------------------------------------------------- | ---------------------------------------------------- | ---------------------------------------------------- |
|                                                      | 初戀的情人 （2018年12月17日－2019年2月21日）         |                                                      |
| 嫁個老公過日子 (2018年10月16日－12月14日)            | 天乩之白蛇传说 (2019年2月22日-5月17日）              |                                                      |